# Gaj (Brežice)
Gaj é um assentamento localizado no município de Brežice na Eslovênia. Possuía uma população estimada de 33 habitantes em 2020.